# Michael Juul Eriksen
Michael Juul Eriksen (født 14. januar 1970 i Pandrup) er en dansk forsvarsadvokat med møderet for Højesteret. Juul Eriksen er partner i Juul Eriksen & Ernst Advokatfirma med kontor i Århus efter i en årrække at have været partner i advokatfirmaet Tommy V. Christiansen. Juul Eriksen har også flere års undervisererfaring fra universiteter, herunder som underviser i strafferet på Aarhus Universitet og i skattestrafferet på Handelshøjskolen i Aarhus.
Han er uddannet cand.jur. fra Aarhus Universitet i 1995 og har siden 1998 arbejdet som advokat. Han har været forsvarer i en del højtprofilerede og omtalte sager, bl.a. for den højtstående Hells Angels-rocker Jørn "Jønke" Nielsen i en knivsag, fodboldspilleren Nicklas Bendtner i en sag om spirituskørsel, toprockeren Brian Sandberg i en sag om drabsforsøg, den nu afdøde Louise Laursen i den såkaldte Suldrup-sag, sagen om den udvisningsdømte bandeleder Fis-Fis, advokaten Peter Hjørne der var i fare for at miste sin bestalling og ecstasy-sagen mod Camilla Broe, der blev udleveret til retsforfølgelse i USA. I september 2016 kunne Eriksen bryste sig af at være forsvarsadvokat i tre sager med stor mediebevågenhed, Se og Hør-sagen, en straffesag mod digteren Yahya Hassan og sagen i forbindelse med skuddramaerne i København 2015, samtidig med at han blev portrætteret i et tv-interviewprogram med Adam Holm.
I oktober 2017 forsvarede han bandelederen Shuaib Khan fra Loyal to Familia, der blev idømt tre måneders fængsel og en betinget udvisningsdom med en prøvetid på to år. Der var forventninger om en ubetinget udvisning, og dommen førte til debat om problematikken med udvisning af danskfødte efterkommere af indvandrere. Lederen af Institut for Menneskerettigheder, Jonas Christoffersen at der er plads til flere udvisninger af kriminelle. Justitsministeren Søren Pape Poulsen udtalte efterfølgende at der burde være en opstramning af udvisningsloven.
Avisen BT har tidligere kåret ham som »forbrydernes bedste ven«. I medierne har han bl.a. også fået kælenavnet "stjerneadvokat", "kendisadvokat" og "rockeradvokat". Privat er han bosiddende i Aarhus.